# Guillaume Pellicier
Guillaume Pellicier (Mauguio, 1490 circa – Saint-Mathieu-de-Tréviers, 25 gennaio 1568) è stato un diplomatico e vescovo cattolico francese.

## Biografia
Nato a Melgueil in Linguadoca, fu educato da suo zio Guillaume Pellicier I, vescovo di Maguelonne, al quale successe nel 1529.
Ricevette dal re di Francia Francesco I diversi incarichi importanti; nel 1529 accompagnò Luisa di Savoia a Cambrai per concludere la pace con Carlo V. Nel 1533 a Marsiglia si accordò con papa Clemente VII per il matrimonio tra Enrico d'Orléans (futuro Enrico II di Francia) e Caterina de Medici. Nel 1536 ottenne da papa Paolo III il permesso di trasferire la sua sede episcopale da Maguelonne a Montpellier.
Nominato ambasciatore a Venezia nel 1539, compì la sua missione con la piena soddisfazione di Francesco I e riportò un gran numero di manoscritti greci, siriaci ed ebraici. Nel 1542, quando venne scoperto il sistema di spionaggio di cui si avvaleva, il re dovette richiamarlo in patria. Rientrato in diocesi, fu imprigionato nel castello di Beaucaire per la sua tolleranza nei confronti dei riformatori, così sostituì la sua precedente indulgenza con la severità, e la fine del suo episcopato fu disturbata dalle lotte religiose. Fu un uomo di vasta cultura, un umanista e un amico di umanisti, e si interessò molto alle scienze naturali.